# Rodello
Rodello (piemontiul: Rodel) település Olaszországban, Piemont régióban, Cuneo megyében. Lakosainak száma 977 fő (2023. január 1.). Rodello Alba, Albaretto della Torre, Benevello, Diano d’Alba, Lequio Berria, Montelupo Albese és Sinio községekkel határos.

## Népesség
A település lakossága az elmúlt években az alábbi módon változott:
| Lakosok száma | 971  | 960  | 977  |
|               | 2017 | 2018 | 2023 |